# O Canto da Cidade
O Canto da Cidade è il secondo album in studio da solista della cantante brasiliana Daniela Mercury, pubblicato nel 1992 in Brasile e nel 1993 in America del Nord e Europa.

## Tracce
1. O Canto da Cidade – 3:22 (Daniela Mercury, Tote Gira)
2. Batuque – 3:21 (Rey Zulu, Genivaldo Evangelista)
3. Você Não Entende Nada/Cotidiano – 3:04 (Caetano Veloso, Chico Buarque)
4. Bandidos da América – 3:25 (Jorge Portugal)
5. Geração Perdida – 4:11 (Daniela Mercury, Ramon Cruz, Toni Augusto)
6. Só Pra Te Mostrar (featuring Herbert Vianna) – 3:57 (Herbert Vianna)
7. O Mais Belo dos Belos (A Verdade do Ilê/O Charme da Liberdade) – 3:31 (Guiguio, Valter Farias, Adailton Poesia)
8. Rosa Negra – 3:21 (Jorge Xaréu)
9. Vem Morar Comigo – 3:35 (Mercury, Durval Lelys)
10. Exótica das Artes – 3:29 (Armandinho Macedo, Edmundo Caroso)
11. Rimas Irmãs – 3:42 (Carlinhos Brown)
12. Monumento Vivo – 3:06 (Moraes Moreira, Davi Moraes)